# Anu Raghavan
Pour les articles homonymes, voir Raghavan.
Anu Raghavan, née le 20 avril 1993, est une athlète indienne spécialiste du 400 m et 400 m haies. Elle est médaillée d'argent sur le 400 m haies lors des Championnats d'Asie 2017.

## Carrière
En 2015, elle participe à sa première compétition internationale lors des Championnats asiatiques où elle termine 4e du 400 m haies, dix centièmes de secondes derrière la troisième, la Chinoise Xiao Xia.
Ayant réussi les minima olympiques pour les Jeux de Rio, elle n'est pas sélectionnée par la Fédération indienne d'athlétisme (AFI). En effet, l'AFI décide de sélectionner Ashwini Akunji pour participer au relais 4 × 400 m à la place de Raghavan, malgré les meilleures performances de cette dernière. Elle fait appel de cette décision auprès de la Haute court du Kerala et soutient que cette omission est due à sa décision de ne pas prendre part à un camp d'entrainement national avec le coach Ukrainien Yuri Ogorodnik - dont plusieurs athlètes ont été testés positifs en 2011,. En janvier, elle avait déjà été omise de la sélection pour les Jeux sud-asiatiques.
En juin 2017, à la Federation Cup à Patiala, elle bat son record personnel du 400mH en 57 s 39 et établit un nouveau record du meeting peu après être revenue d'une blessure au genou. Là, elle bat Akunji, l'athlète qui avait pris sa place dans le relais indien aux Jeux. Aux Championnats d'Asie, elle court le finale du 400 m haies en 57 s 22 et remporte la médaille d'argent derrière la Vietnamienne Nguyễn Thị Huyền.
Lors des Jeux asiatiques de Jakarta, Anu Rafgavan termine initialement 4e de la course en 56 s 92, mais en janvier 2019, la coureuse du Bahreïn, Kemi Adekoya - qui est arrivée 1re - est testée positive au stanozolol sur un échantillon datant de novembre et est disqualifiée,. Anu Raghavan alors récupère la médaille de bronze.

## Palmarès
| Année | Compétition                   | Lieu        | Place  | Course      | Temps         |
| ----- | ----------------------------- | ----------- | ------ | ----------- | ------------- |
| 2012  | Championnats du monde juniors | Barcelone   | 7e (s) | 400 m haies | 1 min 01 s 14 |
| 2013  | Universiade                   | Kazan       | 6e (s) | 400 m haies | 1 min 02 s 74 |
| 2015  | Championnats d'Asie           | Wuhan       | 4e     | 400 m haies | 57 s 79       |
| 2017  | Championnats d'Asie           | Bhubaneswar | 2e     | 400 m haies | 57 s 22       |
| 2018  | Jeux asiatiques               | Jakarta     | 3e     | 400 m haies | 56 s 92       |

## Records personnels
| Course      | Temps         | Lieu      | Date             |
| ----------- | ------------- | --------- | ---------------- |
| 200 m       | 25 s 12       | Patiala   | 28 décembre 2013 |
| 400 m       | 53 s 54       | New Delhi | 29 avril 2016    |
| 400 m haies | 56 s 77       | Jakarta   | 26 août 2018     |
| 4 × 400 m   | 3 min 34 s 72 | Erzurum   | 12 juin 2016     |